# Mineria de l'urani

Extracció d'urani el 2007

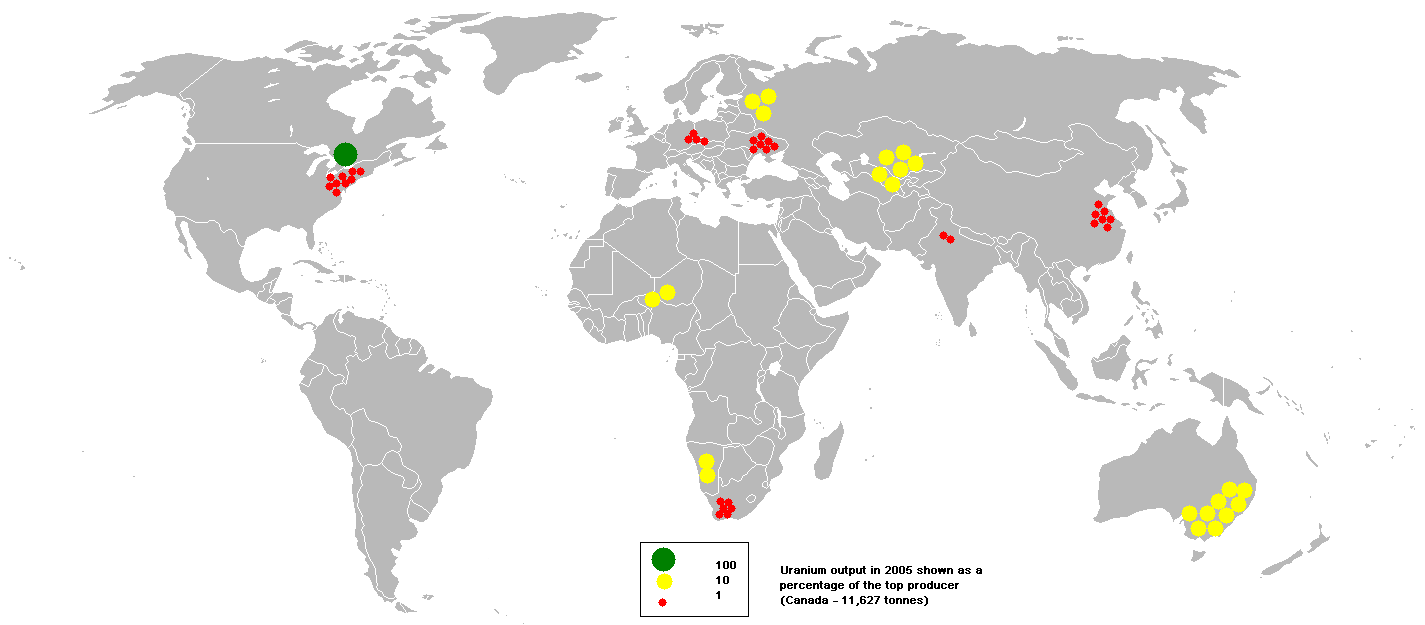
Producció mundial d'urani el 2005

La mineria de l'urani és el procés d'extracció de mena d'urani del sol. La producció mundial d'urani l'any 2009 fou de 50.572 tones; els productors principals en són el Kazakhstan, el Canadà i Austràlia, amb una quota del 63% de la producció mundial. Altres països importants en aquesta indústria que excedeixen les 1000 tones per any són Namíbia, Rússia, Níger, l'Uzbekistan i els Estats Units. Un ús important de l'urani extret és com a combustible per a centrals nuclears.
Després d'extreure les menes d'urani, aquestes normalment són processades molent el material fins a obtenir una mida de partícula uniforme i, a continuació, es tracta la mena per extreure'n l'urani mitjançant lixivació química. Finalment, el procés sol produir una substància en forma de pols seca coneguda com a yellowcake que es ven en el mercat de l'urani com a U₃O₈.
El líder mundial de la mineria de l'urani és l'empresa kazakh Kazatomprom.